# 妙禅寺
妙禅寺（みょうぜんじ）は、愛知県小牧市にある日蓮宗の寺院で、山号は了廣山（りょうこうざん）と称す。

## 歴史
江戸時代 承応元年（1652年）に禅宗の僧侶であった禅定院日理が愛知県小牧市西之島 實相寺の廣授院日受との法論の末、日蓮宗に帰依改宗して妙禅寺の開山となる。奉安する開山 日理の信仰深かりし子安鬼子母神は霊験顕著にして小児・病弱の者を救うとされ、民衆の信仰を集め現在に至っている。
改宗以前は曹洞宗寺院で愛知県岩倉市 龍潭寺末寺であったが詳細は不明である。旧本末関係は名古屋 聖運寺を本寺とし千葉県鴨川市 大本山誕生寺の孫寺となる。

## 主な行事
- 1月2日 新春加持祈祷会
- 3月彼岸中日 春季彼岸会法要
- 8月7日 盂蘭盆施餓鬼会
- 9月彼岸中日 秋季彼岸会法要
- 10月13日 宗祖報恩法会式

## 所在地
愛知県小牧市多気北町253番地1

## 交通手段
- バス こまき巡回バス こまくる 多気停留所下車、徒歩1分。
- 鉄道 名鉄犬山線岩倉駅下車、タクシーで8分。
- 車 名古屋方面から 名古屋高速11号小牧線 豊山南出入口 → 妙禅寺（豊山南ICから約10分 4キロ程度）

その他方面から 東名高速道路・名神高速道路・中央自動車道 小牧JCT → 小牧IC → 妙禅寺（小牧ICから約12分 5キロ程度）

## 周辺情報
- 多気神社
- 多気十二柱神社
- 坂庭神社
- 龍泉院
- 自照寺